# Patton Village (Texas)
Patton Village è un centro abitato degli Stati Uniti d'America situato nella contea di Montgomery dello Stato del Texas.
La popolazione era di 1.557 persone al censimento del 2010. Fa parte dell'area metropolitana della Greater Houston.

## Geografia fisica
Patton Village è situata a 30°11′47″N 95°10′32″W (30.196414, -95.175422).
Secondo lo United States Census Bureau, ha un'area totale di 2,0 miglia quadrate (5,2 km²), di cui 1,9 miglia quadrate (4,9 km²) di terreno e 0,1 miglia quadrate (0,26 km², 6.83%) d'acqua.
Patton Village si trova nel sud est della contea di Montgomery, a est della US Route 59, 20 miglia (32 km) a sud est di Conroe e circa 32 miglia (51 km) a nord est di Houston.

## Società

### Evoluzione demografica
Secondo il censimento del 2000, c'erano 1.391 persone, 476 nuclei familiari e 348 famiglie residenti nella città. La densità di popolazione era di 725,9 persone per miglio quadrato (279,7/km²). C'erano 531 unità abitative a una densità media di 277,1 per miglio quadrato (106,8/km²). La composizione etnica della città era formata dal 91,23% di bianchi, lo 0,50% di afroamericani, lo 0,86% di nativi americani, lo 0,07% di asiatici, il 4,67% di altre razze, e il 2,66% di due o più etnie. Ispanici o latinos di qualunque razza erano l'11,14% della popolazione.
C'erano 476 nuclei familiari di cui il 41,0% aveva figli di età inferiore ai 18 anni, il 53,4% aveva coppie sposate conviventi, il 12,2% aveva un capofamiglia femmina senza marito, e il 26,7% erano non-famiglie. Il 20,8% di tutti i nuclei familiari erano individuali e l'8,8% aveva componenti con un'età di 65 anni o più che vivevano da soli. Il numero di componenti medio di un nucleo familiare era di 2,92 e quello di una famiglia era di 3,41.
La popolazione era composta dal 32,1% di persone sotto i 18 anni, il 9,6% di persone dai 18 ai 24 anni, il 28,3% di persone dai 25 ai 44 anni, il 21,9% di persone dai 45 ai 64 anni, e l'8,0% di persone di 65 anni o più. L'età media era di 31 anni. Per ogni 100 femmine c'erano 95,6 maschi. Per ogni 100 femmine dai 18 anni in giù, c'erano 95,9 maschi.
Il reddito medio di un nucleo familiare era di 32.619 dollari e quello di una famiglia era di 35.093 dollari. I maschi avevano un reddito medio di 32.212 dollari contro i 19.375 dollari delle femmine. Il reddito pro capite era di 12.462 dollari. Circa il 22,5% delle famiglie e il 23,6% della popolazione erano sotto la soglia di povertà, incluso il 29,4% di persone sotto i 18 anni e l'11,2% di persone di 65 anni o più.

## Istruzione
Patton Village è servita dallo Splendora Independent School District.